# Gonia nigra
Gonia nigra là một loài ruồi trong họ Tachinidae.